# Ameca (robot)
Ameca es un androide robótico creado por Engineered Arts. Fue desarrollado en la sede de Engineered Arts en Falmouth, Cornwall, Reino Unido y el proyecto comenzó en febrero de 2021. La primera generación de Ameca se reveló públicamente el 1 de diciembre de 2021. Ameca ganó amplia atención en Twitter y TikTok antes de su primera demostración pública en Consumer Electronics Show (CES) 2022, donde fue cubierto por CNET y otros medios de comunicación. Ameca presentó un mensaje navideño alternativo que se mostró por un canal de televisión público británico Channel 4 el día de Navidad de 2022.
Ameca está diseñado principalmente como una plataforma para el desarrollo adicional de tecnologías robóticas que involucren la interacción humano-robot. Utiliza micrófonos integrados, cámaras montadas en los ojos binoculares, una cámara en el pecho y software de reconocimiento facial para interactuar con el público. Las interacciones pueden ser gobernadas por GPT-3 o telepresencia humana. Ameca también cuenta con brazos motorizados articulados, dedos, cuello y rasgos faciales.
La apariencia de Ameca presenta piel gris de goma en la cara y las manos y está diseñada específicamente para parecer sin género.